# FeedBurner
 (mars 2012).
Si vous disposez d'ouvrages ou d'articles de référence ou si vous connaissez des sites web de qualité traitant du thème abordé ici, merci de compléter l'article en donnant les références utiles à sa vérifiabilité et en les liant à la section « Notes et références ».
FeedBurner est un service gratuit de gestion d'abonnement à un flux RSS offert par Google.
Le service permet à des internautes de s'abonner à un flux RSS pour recevoir un message électronique lorsque de nouveaux éléments sont ajoutés au flux. Le service permet aussi au propriétaire du flux d'obtenir des statistiques sur l'activité sur son flux. En date d'octobre 2017, le service semble être maintenu par Google.
Le 21 avril 2021, Google envoie aux utilisateurs de FeedBurner un email indiquant le transfert du service vers "une infrastructure plus stable et plus moderne", à partir de juillet 2021.

## Fonctionnement de l'abonnement au flux
Cette fonction permet à un internaute de s'abonner à un flux pour le recevoir par courrier électronique. L'internaute peut aussi se désabonner du flux. La gestion des messages électroniques est complètement gérée par FeedBurner.
Pour la fréquence des envois, FeedBurner prend deux paramètres en compte :
- le nombre d'éléments nouveaux du flux ;
- le temps entre deux messages électroniques.

## Fonctionnement de la production de statistiques
Il est possible d'obtenir des statistiques sur l'activité d'un flux sans permettre l'abonnement au flux pour que les utilisateurs reçoivent des messages électroniques.
1. Vous indiquez le lien de votre flux RSS à FeedBurner. FeedBurner vous donne alors une nouvelle URL.
2. Vous proposez comme URL de flux l'URL fourni par FeedBurner qui redirige en fait vers votre flux. Ce qui ne change absolument rien pour l'internaute.
3. À chaque fois qu'un internaute lit votre flux RSS, il est compté dans les statistiques de FeedBurner.